# Алексеенко, Александр Анатольевич
Александр Анатольевич Алексеенко (укр. Олександр Анатолійович Алексієнко; 6 октября 1981, Чернигов, СССР — 23 апреля 2014, Чернигов, Украина) — украинский футболист и мини-футболист.

## Биография
Александр Алексеенко — уроженец Чернигова. Учился в местной школе № 19. Окончил радио-механический техникум. С 2002 по 2006 год был студентом Черниговского государственного института права, социальных технологий и труда, где учился на специальности менеджмент. С первого класса увлёкся футболом. С начала 1990-х на протяжении 5-6 лет играл в детской школе «Полесья» из Добрянки. Профессиональную карьеру начал в 1999 в «Десне», однако уже через год подался в мини-футбол, выступал за «Энергию» из Чернигова. С 2005 по 2006 год играл за футбольный «Энергию» из Южноукраинска, после чего перебрался в Польшу, играя за «Спартакус» из местечка Шароволя в региональной лиге Замосць. По возвращении вновь вернулся в мини-футбол, вместе с ПФС из Севастополя вышел в Экстра-Лигу, в которой выступал на протяжении года, завершал карьеру в «Буран-Ресурсе».

## Смерть
23 апреля 2014 года в обеденное время Алексеенко после перестрелки был ранен в ногу из огнестрельного оружия в центре Чернигова, на улице Киевской, недалеко он дома, в котором он проживал. Он успел добежать до своей машины «Volkswagen Passat» и сесть в неё, но не успел закрыть дверцу. В тот же день Алексеенко скончался от кровопотери на операционном столе в третьей городской больнице. 27 апреля 2015 года в Деснянском районном суде Чернигова 40-летний Гиорги Денега, подозреваемый в убийстве Алексеенко, был осужден по части 1 статьи 115 «Умышленное убийство» уголовного кодекса Украины на 15 лет тюрьмы и 300 тысяч украинских гривен моральной компенсаций.